# Tebo Township
Tebo Township est un township du comté de Henry dans le Missouri, aux États-Unis,.
Le township est baptisé en référence à la rivière Tebo Creek (en).

## Source de la traduction
- (en) Cet article est partiellement ou en totalité issu de l’article de Wikipédia en anglais intitulé « Tebo Township, Henry County, Missouri » (voir la liste des auteurs).